# مادة دافعة

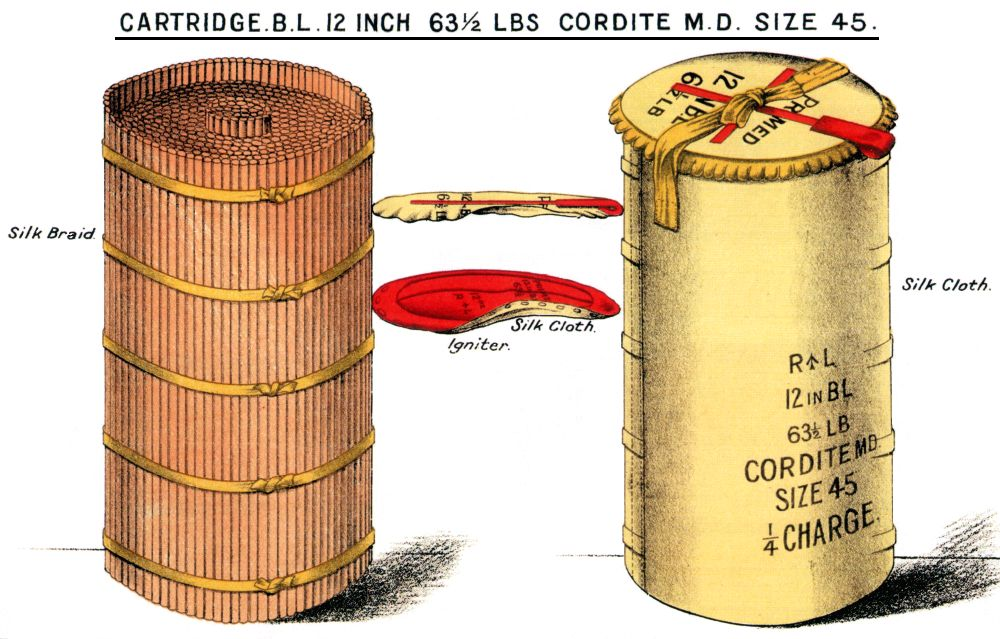

الوقود الداسر أو المادة الدفَّاعة أو المادة الدافعة هي مادة سواء كانت غازية أو سائلة أو بأي صورة أخرى تستخدم في إنتاج الطاقة أو الغاز المضغوط الذي يستخدم لاحقا لخلق حركة السائل أو لتوليد الدفع (تحديدا الدسر) في المركبات أو القذائف، أو أي جسم آخر.